# دال نوک‌باریک
دال نوک‌باریک (نام علمی: Gyps tenuirostris) نام یک گونه از سرده دال‌ها است.